# Malais en Arabie saoudite
Les Malais en Arab Saoudite (malais : Orang Melayu di Arab Saudi; arabe : الملايو في السعودية) sont un groupe ethnique en Arabie saoudite.